# Ascothorax brattstroemi
Ascothorax brattstroemi is een kreeftachtigensoort uit de familie van de Ascothoracidae. De wetenschappelijke naam van de soort is voor het eerst geldig gepubliceerd in 1983 door Grygier.